# Кизилжар (Мартуцький район)
Кизилжа́р (каз. Қызылжар) — село у складі Мартуцького району Актюбінської області Казахстану. Адміністративний центр Кизилжарського сільського округу.
До 2009 року село називалось Андрієвка.
Населення — 424 особи (2021; 641 у 2009, 782 у 1999, 668 у 1989).